# Чёрная Красавица (фильм, 2020)
«Чёрная Краса́вица» (англ. Black Beauty) — драматический фильм 2020 года, снятый Эшли Эйвис на основе одноимённой новеллы английской писательницы Анны Сьюэлл. В главных ролях: Маккензи Фой, Кейт Уинслет, Клэр Форлани, Иэн Глен и Ферн Дикон.
Фильм был выпущен на платформе Disney+ 27 ноября 2020 года.

## В ролях
- Маккензи Фой — Джо Грин
- Кейт Уинслет — Чёрная Красавица (озвучка)
- Ферн Дикон — Джорджина Уинторп
- Клэр Форлани — миссис Уинторп
- Иэн Глен — Джон Мэнли
- Кэлам Линч — Джордж Уинторп
- Макс Рафаэль — Джеймс
- Хаким Кае-Казим — Терри
- Мэтт Риппи — Генри Гордон
- Авиана Абрахамс — Анна

## Производство
Съёмки начались в Южной Африке в октябре 2019 года, к тому времени Клэр Форлани и Иэн Глен присоединились к актёрскому составу фильма.

## Релиз
В июле 2020 года Disney+ приобрела права на дистрибуцию фильма у Constantin Film. Релиз фильма запланирован на 27 ноября 2020 года.